# Skriba Pál
Skriba Pál (Tejfalu, 1932. július 18. – Somorja, 2004. május 29.) szlovákiai magyar képzőművész, pedagógus.

## Élete
1953-ban érettségizett Komáromban, majd 1959-ben a Pozsonyi Pedagógiai Főiskolán szerzett tanári oklevelet, képzőművészeti nevelés-ábrázoló geometriai szakon. Ekkortól foglalkozott tudatosan a festőművészettel. Szellemi példaképe Tallós Prohászka István festőművész volt.
1981-ig a Somorjai Magyar Tannyelvű Gimnáziumnak, majd a Somorjai Németh-Samorínszky István Művészeti Alapiskolának volt tanára. Utóbbi iskola képzőművészeti tagozatának vezetője is lett.
A tájképfestés mellett helyet kapott munkásságában a néprajzi tematika is.

## Elismerései és emlékezete
Somorja Város önkormányzata 2017-ben posztumusz Pro Cultura díj odaítélésével tisztelgett Skriba Pál emléke és a kultúra területén végzett munkássága előtt.

## Kiállításai
- Dunaszerdahely
- Somorja
- Csenke
- Felbár
- Tejfalu